# Per Bagge

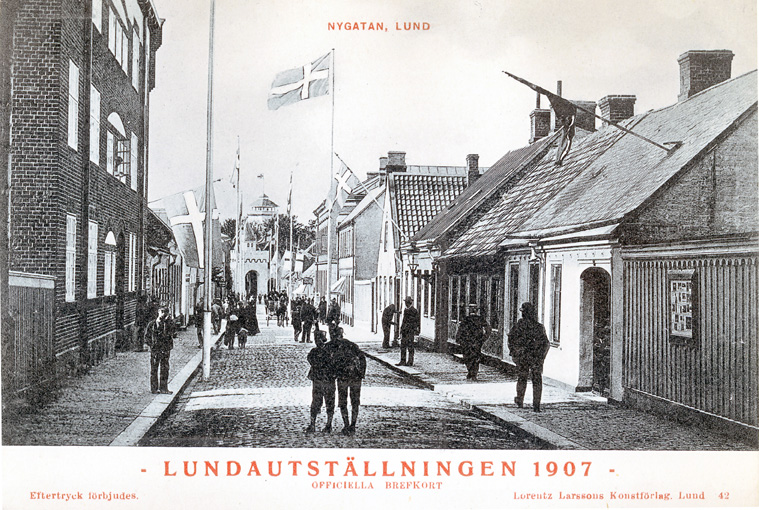
Vykort med fotografi av Per Bagge visande Nygatan i Lund samt i fonden entrén till Lundautställningen 1907.

Per August Larsson Bagge, född den 23 januari 1866 i Övre Ullerud i Värmlands län, död den 12 mars 1936 i Lunds domkyrkoförsamling i Malmöhus län, var en svensk fotograf.
Bagge utbildade sig i Stockholm i början på 1890-talet och flyttade 1893 till Lund där han kom att vara verksam till sin död.
Per Bagge praktiserade under sin första tid i Lund hos fotografen Lina Jonn som hade sin ateljé på Bantorget 6. 1903 övertog Bagge Jonns ateljé och drev den fram till 1936. Liksom Jonn blev Bagge en framgångsrik porträttfotograf, men han började också att fotografera byggnader och gator i Lund och skildra hur stadslandskapet förändrades. Bagge fick 1919 ett uppdrag av stadsarkitekt Axel Julén att dokumentera förändringar i stadsbilden åt Lunds byggnadsnämnd. Efter Bagges död 1936 övertogs ateljén (som då hade flyttat till Bantorget 8) av hans hustru Valborg Bagge.
Bagge var med och stiftade Svenska fotografers förbund och var ledamot av förbundets styrelse under flera år.